# John T. Thompson
John Taliaferro Thompson (* 3. Dezember 1860 in Newport, Kentucky; † 21. Juni 1940) war ein US-Armeeoffizier. Besondere Bekanntheit erlangte er durch die Erfindung der Colt-Thompson-Maschinenpistolen und -Selbstladewaffen, deren Weiterentwicklung, die Thompson-Maschinenpistolen im Zweiten Weltkrieg in großer Zahl eingesetzt wurden.

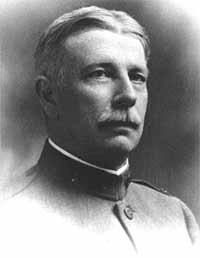
John T. Thompson (1918)

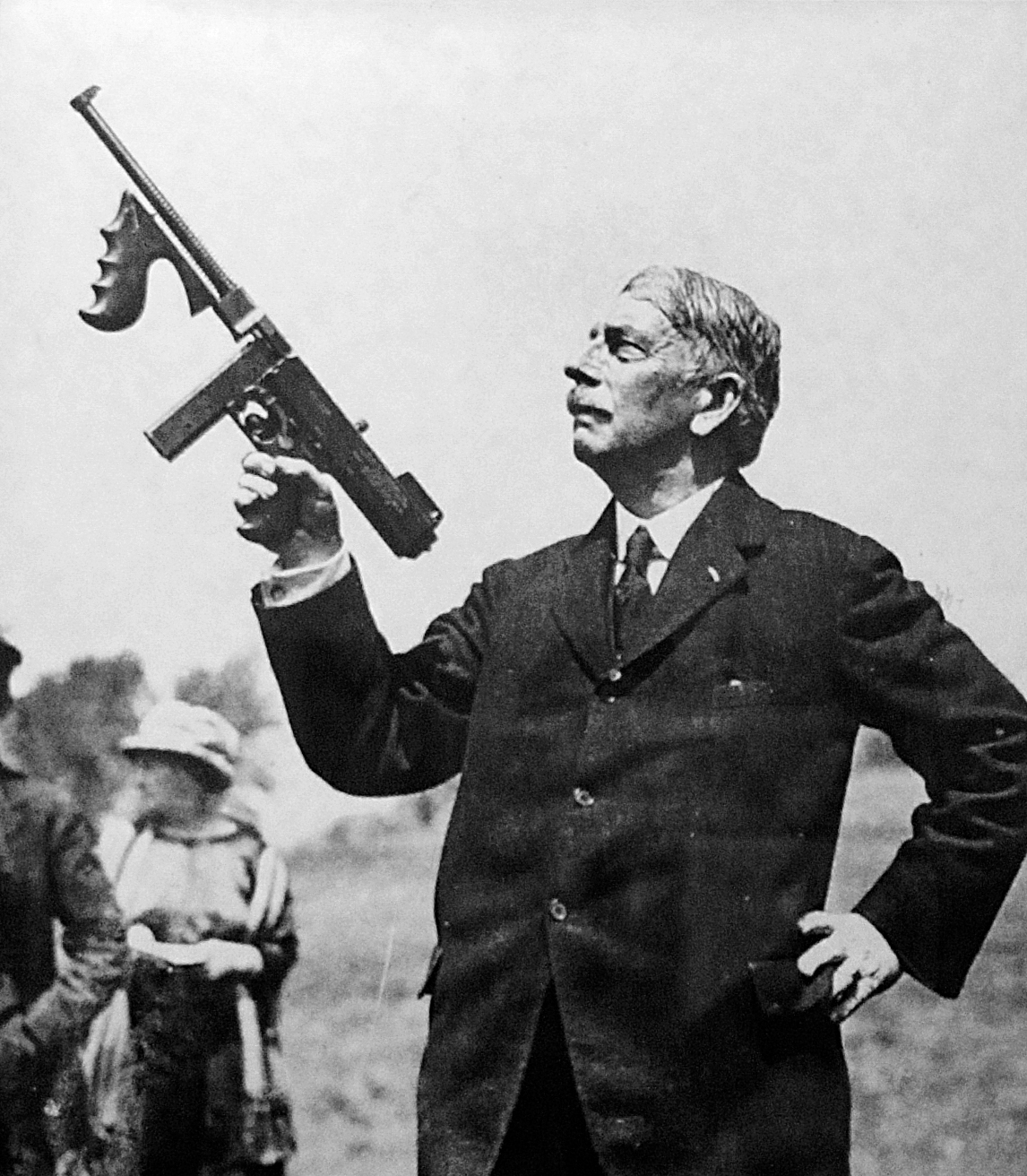
General John T. Thompson mit einer Thompson 1921

## Frühes Leben
John T. Thompson wuchs in Newport, Kentucky, als Sohn eines Lieutenant Colonels (Oberstleutnant) der US Army und Unionsveterans des Sezessionskrieges auf. Der Beruf seines Vaters hatte zur Folge, dass er auf verschiedenen US-Armeebasen groß wurde, und so entschied er sich bereits im Alter von sechzehn Jahren für eine Karriere beim Militär. Nach einem Jahr an der Indiana University in Bloomington, Illinois (1877) ging er an die Militärakademie der Vereinigten Staaten in West Point, die er im Jahre 1882 abschloss.
Seine erste Karrierestation war in seinem Geburtsort Newport, wo er der 2nd Artillery als Second Lieutenant (Leutnant) zugeteilt wurde. Er besuchte in der Folge Ingenieur- und Artillerieschulen und wurde 1890 schließlich dem United States Army Ordnance Department zugewiesen – einer Abteilung, die sich mit der Versorgung und Wartung von Waffen beschäftigte. Dort sollte er den Rest seiner Militärkarriere verbringen. Während dieser Zeit begann er, sich auf leichtere Waffen zu spezialisieren.

## Spanisch-Amerikanischer Krieg
Mit Beginn des Spanisch-Amerikanischen Krieges wurde Thompson zum Lieutenant Colonel befördert und nach Tampa, Florida, als Leitender Offizier der Versorgung und Wartung unter das Kommando von General William R. Shafter, Leiter der „Kuba-Kampagne“, versetzt. Während sich der Rest der Armee mit logistischen Problemen herumplagte, versorgte Thompson die Operationen auf Kuba in einer sehr effizienten Art und Weise, sodass 18.000 Tonnen von Tampa aus ohne jegliche Probleme zu den Schlachtfeldern transportiert werden konnten. Infolgedessen wurde Thompson zum Colonel (Oberst) befördert, dem jüngsten in der US-Army zu dieser Zeit.
In diesem Krieg wurde Thompson zum ersten Mal mit automatischen Waffen konfrontiert. Er stellte auf Anfrage von Lt. John H. Parker eine Einheit zusammen, die aus 15 Gatling Guns bestand und über enorme Munitionsvorräte verfügte und schickte sie nach Kuba. Diese Einheit sollte später eine signifikante Rolle in der Schlacht von San Juan Hill spielen.

## Administrative Aufgaben

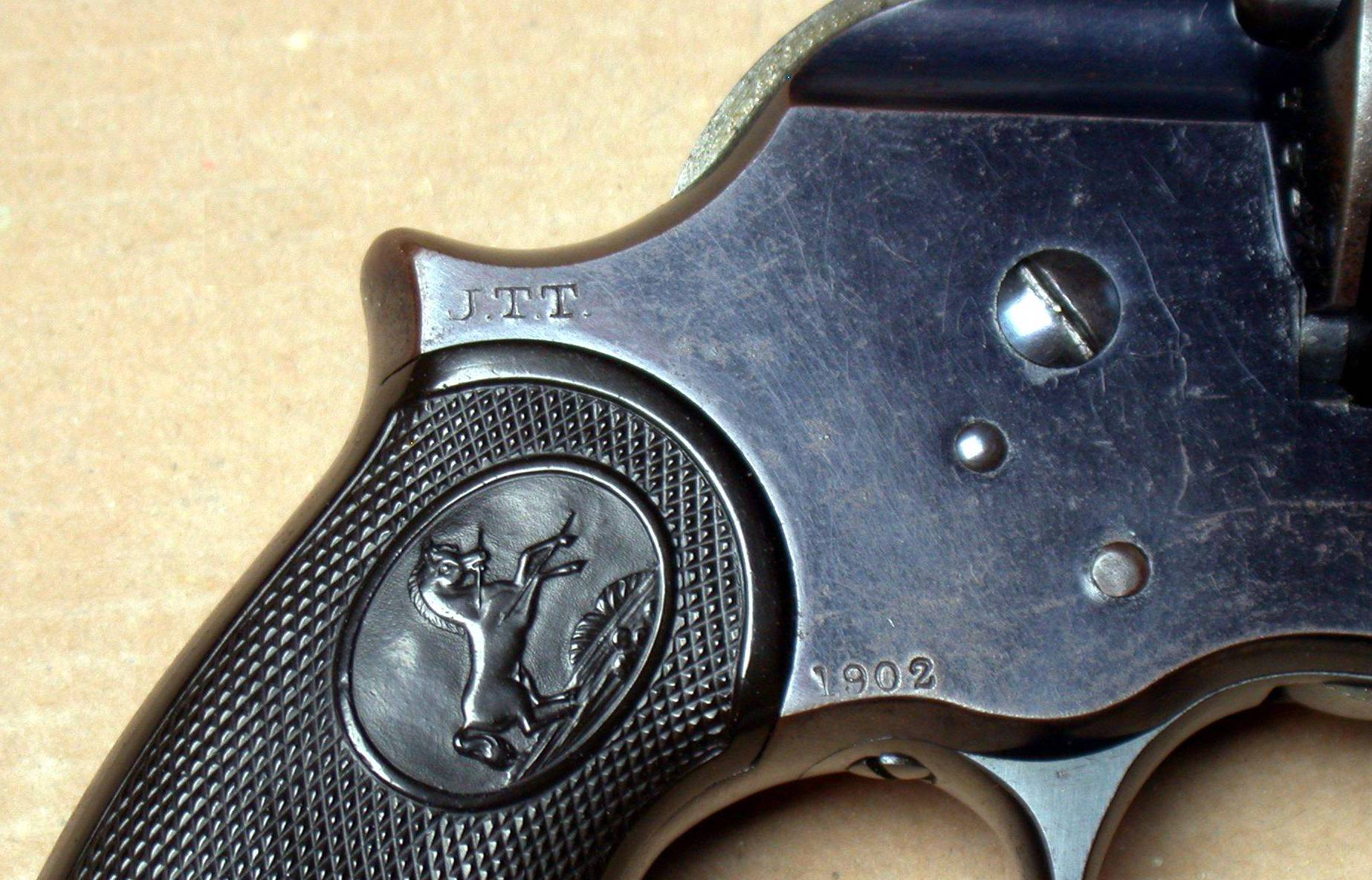
Colt Philippine Model of 1902 Revolver, J.T.T Schlag

Nach dem Spanisch-Amerikanischen Krieg wurde Thompson zum Chef der Abteilung für leichte Waffen ernannt (Chief of the Small Arms Division for the Ordnance Department). Während dieser Zeit beaufsichtigte er die Entwicklung des Springfield M1903-Gewehrs und war Vorsitzender des Gremiums, welches die Colt M1911-Pistole genehmigte. Er war auch ein Verfechter großkalibriger Faustfeuerwaffen und wurde von seinem Vorgesetzten Brigadegeneral William Crozier 1904 beauftragt, mit Major Louis A. LaGarde vom US Medical Corps Munitionstests durchzuführen, nachdem mit dem an die Truppe abgegebenen Model 1892 New Army Revolver Kaliber .38 im Philippinisch-Amerikanischen Krieg wegen fehlender Mannstoppwirkung schlechte Erfahrungen gemacht worden waren.
Zu seinen Aufgaben gehörte auch die Überwachung der Waffenabnahme als Chefinspektor, sein Schlag J.T.T ist auf diversen damals geprüften Waffen zu finden.

## Erster Weltkrieg
Da die USA nicht direkt in den Ersten Weltkrieg eintraten und Thompson außerdem einen hohen Bedarf an leichten Waffen sowie eine große Profitchance voraussah, trat er im November 1914 aus der Army aus und nahm einen Job als Chefingenieur bei der Remington Arms Company an. In seinen Aufgabenbereich fiel unter anderem die Beaufsichtigung des Baus der Eddystone Plant in Chester, Pennsylvania, der damals größten Fabrik zur Fertigung leichter Waffen auf der Welt. Dort wurden die von der Enfield Royal Small Arms Factory entwickelten Pattern 1914 Enfield-Rifles für Großbritannien, die M1917 Gewehre für die U.S.Truppen sowie die Mosin-Nagant-Gewehre für Russland hergestellt.
Das Auftreten des Grabenkrieges veränderte die Militärtaktiken grundlegend, sodass Thompson sich 1916 wieder mit der Entwicklung leichter Waffen befasste, diesmal speziell mit der Idee einer Waffe, mit der die Soldaten einen feindlichen Graben „leerfegen“ konnten. Er nannte dies „trench broom“ – „Grabenfeger“. Thompson studierte diverse Entwürfe und Modelle und war schließlich vom Entwurf John Blishs, eines Commanders der US-Navy, überzeugt. Mit Blish an seiner Seite bekam er die nötige finanzielle Unterstützung von der Auto-Ordnance Company und entwickelte schließlich die Waffe, die später die berühmte Tommy Gun werden sollte.
Als die USA im Jahre 1917 schließlich in den Krieg eintraten, schloss sich Thompson im Dienstgrad eines Brigadier General (Brigadegeneral) wieder der Army an. Er diente als Direktor des gesamten Arsenals bis zum Ende des Krieges und war verantwortlich für die gesamte Produktion leichter Waffen. Für diese Leistungen wurde ihm die Distinguished Service Medal verliehen, eine hohe Auszeichnung der US-Armee. Nach dem Krieg trat er im Jahre 1918 erneut aus der Armee aus und beschäftigte sich hauptsächlich damit, seine Tommy Gun zu perfektionieren.

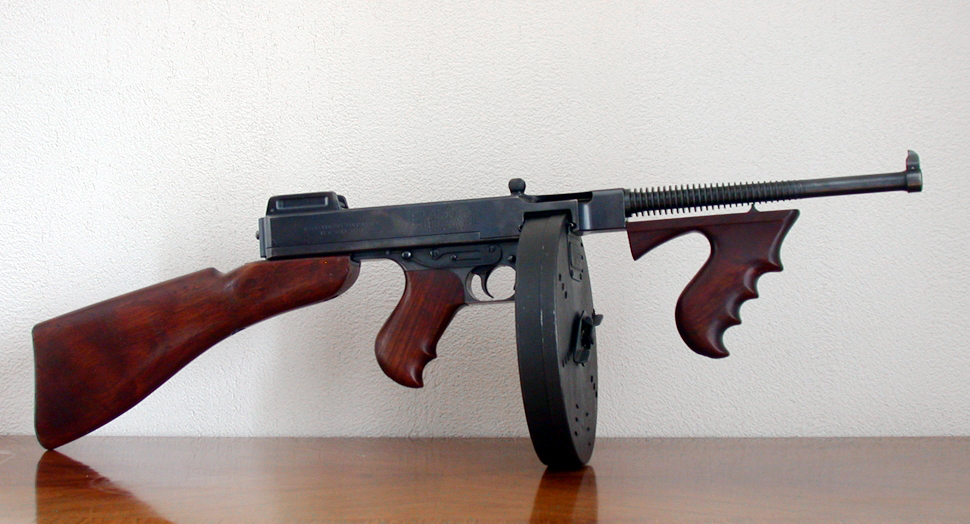
Colt-Thompson Model of 1921 mit 100-Schuss-Trommel

Thompson entschied sich bei der Munition der Tommy Gun für das Kaliber .45 ACP, das er bereits für die Colt M1911-Pistole verwendet hatte. Die Waffe wurde 1920 patentiert, allerdings war das Fundament für einen wirtschaftlichen Erfolg mit dem Waffenstillstand von 1918 weggefallen, also mussten neue Absatzmärkte her. Diese fand Thompson in zivilen Agenturen, wie beispielsweise Privatdetekteien, die große Mengen orderten. Bis 1928 allerdings waren die finanziellen Probleme der Firma so groß, dass Thompson als Chef der Auto-Ordnance Company abgelöst wurde.

## Tod
Nach seinem Tod am 21. Juni 1940 wurde Thompson auf dem Areal der amerikanischen Militärakademie in West Point beigesetzt. Anderthalb Jahre später, am 7. Dezember 1941, traten die USA nach dem Angriff auf Pearl Harbor in den Zweiten Weltkrieg ein und die Army bestellte die „Thompson“ in großer Stückzahl. Sie blieb bis zum Ende des Krieges 1945 im offiziellen Army-Einsatz und wurde danach auch von anderen Streitkräften und von der amerikanischen Bundespolizei FBI verwendet. Die produzierte Stückzahl liegt bei etwa 1,7 Millionen Stück.